# Howard Carpenter Marmon

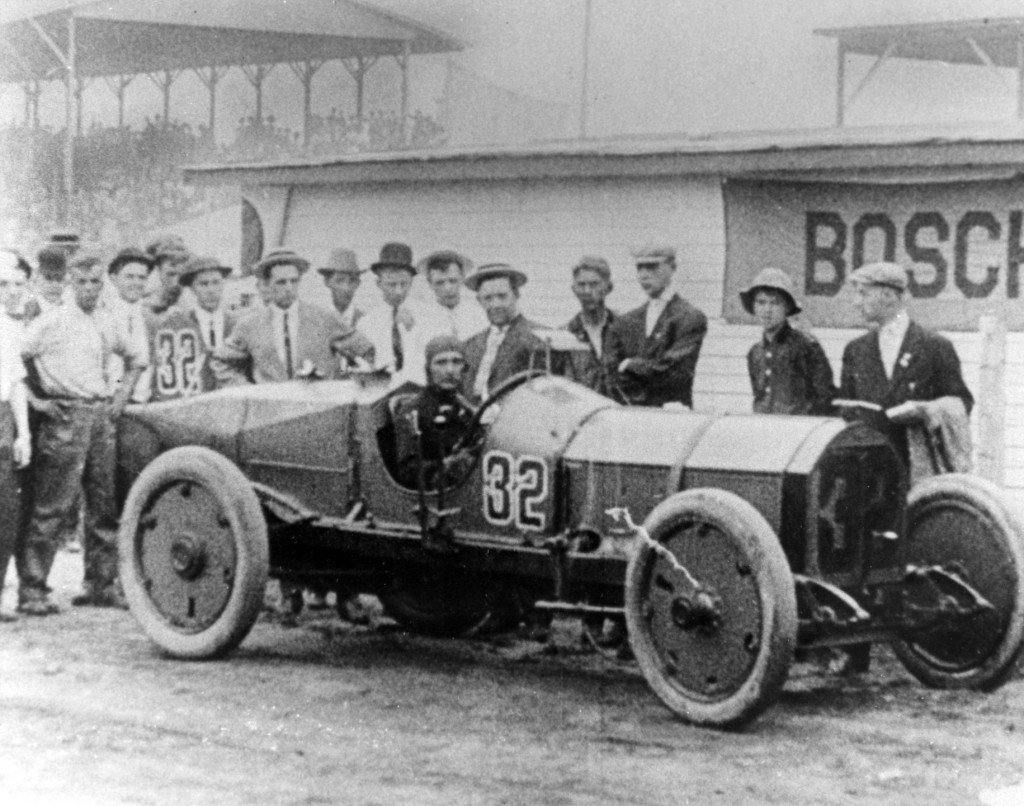
Marmon Wasp, pilotado por Ray Harroun y ganador de las 500 Millas de Indianápolis en 1911

Howard Carpenter Marmon (24 de mayo de 1876 - 4 de abril de 1943) fue un ingeniero estadounidense, fundador de la compañía fabricante de automóviles Marmon Motor Car Company. Pionero de la ingeniería automotriz, se le atribuye una serie de innovaciones, incluido el uso de componentes de aluminio para ahorrar peso en los vehículos y el desarrollo del motor V16 de 16 cilindros. Es conocido por su creación del Marmon "Wasp", un monoplaza con motor V6 de seis cilindros conducido a la victoria por el diseñador de la compañía, Ray Harroun en la carrera inaugural de las 500 Millas de Indianápolis en 1911.

## Semblanza
El padre de Howard, Daniel W. Marmon, fue cofundador de la Nordyke and Marmon Company de Indianápolis, una empresa especializada en maquinaria de molienda de harina y granos, la más grande del mundo en su sector a finales del siglo XIX.
Nacido el 24 de mayo de 1876, Howard se educó en las escuelas de Richmond y Earlham College, al igual que su padre y su hermano mayor, Walter. Se graduó por la Universidad de California, Berkeley en 1886 con un título en ingeniería mecánica. Se unió a la empresa familiar en 1899 como ingeniero jefe, y junto con su hermano en el papel de director ejecutivo construyeron juntos su primer automóvil en 1902. El diseño y la fabricación automóviles se convirtieron en su pasión y en el enfoque de los hermanos a partir de ese momento. Hacia el final de la Primera Guerra Mundial, la compañía obtuvo un contrato para construir el motor aeronáutico Liberty en respuesta a la oferta de Walter de apoyar el esfuerzo bélico.
En 1926, el nombre de la empresa cambió a Marmon Motor Car Company. Se hizo conocida por fabricar automóviles fiables y de alta calidad, llenos de características revolucionarias, siendo las más destacadas el uso de aluminio para la carrocería del automóvil, un maletero trasero integrado y puertas con bisagras. También inventó el colector de corriente descendente dúplex y fue un pionero en el uso del aluminio, que redujo enormemente el peso de los motores V16.
De 1913 a 1914, Marmon fue presidente de la Sociedad de Ingenieros Automotrices (Sociedad de Ingenieros de Automoción), siendo galardonado con la medalla al diseño automotriz sobresaliente del año en 1913 para el Marmon Sixteen. También resultó elegido como el único miembro honorario estadounidense de la Sociedad Británica de Ingenieros Automotrices.
Marmon produjo automóviles innovadores y elegantes en la década de 1920, creando especialmente dos autos exitosos, 'The Little Marmon', introducido en 1927 y el 'Roosevelt', introducido en 1929.
La Marmon Motor Car Company produjo en total unos 86 coches antes de entrar en quiebra en mayo de 1933 tras la Gran Depresión.
Marmon se casó con Florence Moore Myers el 8 de mayo de 1901 en Alameda, California y tuvo una hija, Carol Carpenter Marmon, más tarde la princesa Carol Tchkotoua tras su matrimonio con el príncipe ruso de origen georgiano Nicholas Tchkotoua. El matrimonio de Howard Marmon terminó en divorcio en 1911 y ese año se casó con Martha Martindale Foster, quien se convirtió en su segunda esposa. Se dice que Florence perdió a su esposo por culpa de su mejor amiga, cuyo nombre nunca fue mencionado en la familia.

## 1911 y las 500 Millas de Indianápolis inaugurales
La revista The Automobile informó en su edición del 26 de enero de 1911 que Howard Marmon había regresado a Indianápolis desde el Salón del Automóvil de Nueva York, donde había sido elegido presidente del Comité de Reglas Generales y vicepresidente de la Asociación de Concursos de Fabricantes. El artículo continuaba así:
"El Sr. Marmon es una autoridad reconocida en este ámbito y sus palabras, debido a su larga y exitosa experiencia en todo tipo de concursos y actividades de automóviles, tienen un peso considerable tanto en el comercio como entre el público. El Sr. Marmon expuso cuatro temas, relacionados con las carreras de automóviles, el Glidden Tour, la industria en general y las reglas que rigen los concursos. "Creo que esta temporada las carreras de automóviles serán las mejores", dijo el Sr. Marmon. "Esto no es hablar por hablar, por citar mi propio caso, por ejemplo. No puedo permitirme detenerme bruscamente, porque he adquirido una considerable experiencia práctica. Las carreras con normas estrictas han ayudado al estudio de la construcción de mis coches, como pasa con todos los fabricantes. También opino que se ha despertado el apetito del público, que disfruta con las batallas de velocidad automovilística. La carrera de 500 millas propuesta en el autódromo de Indianápolis promete atraer un gran interés y será quizás la carrera más grande jamás celebrada. Muchas firmas nuevas que nunca han entrado en las carreras de coches antes de esta temporada lo harán este año. Respecto a la industria automotriz en general, soy optimista. Estoy seguro de que la demanda pública crece constantemente. El hecho de que sea constante y no una moda repentina es un estímulo para mí. La gente necesita ahora los automóviles al igual que el teléfono o la luz eléctrica en sus hogares".
Howard Marmon estuvo profundamente involucrado en la Asociación de Concursos de Fabricantes y los planes relacionados con la primera carrera de 500 millas. También tenía planes más personales con respecto a la carrera: ganarla, como un punto culminante apropiado para los sesenta años de trayectoria exitosa de Nordyke & Marmon.
Ray Harroun había decidido retirarse como campeón nacional de conducción, pero Marmon se le acercó en la sala de redacción el día después del anuncio público de la primera carrera de las 500 millas. Marion George en su obra "Marmon Racing-Winging It With The Wasp" relata la conversación:
Cuando Marmon sugirió que condujera el Wasp "solamente una vez más", Ray se opuso. "No. Ya terminé con las carreras. No me necesitarás de todos modos. Dawson podría hacerlo tan bien como yo". A esto, Howard respondió que estaba considerando construir otro coche para Dawson e inscribirlo a él y a Harroun en la carrera. "Piense en ello", dijo. Luego, vertiendo ideas más rápido de lo que Harroun podía responder, agregó que le gustaría que el automóvil de Dawson fuera un cuatro cilindros ... el mismo tipo de motor que estaban ofreciendo al público. "Probablemente sería igual de rápido si el desplazamiento del pistón fuera comparable. No perderemos el sentido de la regla, pero la aplicaremos de manera más rígida". Harroun respondió, cuando se le dio la oportunidad, "pero no sería tan fácil, y no creo que tenga tantas posibilidades de llegar hasta el final". Marmon, sin embargo, insistió y le pidió a Harroun que elaborara algunas combinaciones de diámetro y carrera para un motor de cuatro cilindros. En una semana había redactado diseños preliminares y especificaciones para motores de cuatro cilindros grandes, y también de seis mejorados para el Wasp. Sin embargo, Harroun no se comprometió a conducir en la carrera, y ofreció todo tipo de razones por las que no debería hacerlo, incluido el hecho de que "quinientas millas es demasiado para que cualquiera pueda conducir a alta velocidad". Marmon estuvo de acuerdo, pero estaba un paso por delante de él en ese punto. Tenía un conductor de relevo disponible, Cyrus Patschke, que estaba preparado para darle un descanso a Harroun a las 200 millas. "¿Qué te parece?" Preguntó Marmon. Harroun, finalmente, consintió y a mediados de mayo los dos llevaron al Wasp a la pista para una prueba preliminar.

## Hemlock Hedges
En la década de 1920, Howard Marmon se mudó con su esposa al lugar que amaba, las montañas de Carolina del Norte, para convertirlo en su hogar permanente. La ciudad de Pineola había sido un centro de explotación forestal y la Compañía Ritter poseía un gran club de campo y una superficie cultivada allí. Los Marmon compraron esta propiedad, que con el tiempo incluiría un lago de 60 acres (24,3 ha) (creado después de que Marmon construyera una presa en el río Linville), hermosos árboles de maderas duras y césped, un espacioso club que convirtieron en un hogar, casas de huéspedes, cuartos de servicio, taller, cuadra, lavadero, torre de agua y garita. La puerta de entrada sirvió más tarde como hogar de W.C. Tate, cuando comenzó su carrera médica en las montañas. La casa de los Marmon contenía una biblioteca bien surtida, comodidades modernas y muebles de sus muchos viajes al extranjero. La finca recibió muchos visitantes con los años, incluidos los destacados inventores de la época Henry Ford, Harvey Firestone y Thomas Edison.
Marmon también tuvo inquietudes conservacionistas y construyó la Anthony Lake Nursery para disponer de zonas de cultivo continuo de arbustos y árboles autóctonos, así como un criadero de peces para reponer los arroyos y ríos locales con peces nativos. Este lugar forma parte del sitio denominado Linville Land Harbor en Pineola.
Los Marmon eran devotos presbiterianos y contribuyeron a la construcción de la hermosa iglesia que todavía sirve a los vecinos de Pineola.